# Testament wojskowy
Testament wojskowy – forma testamentu szczególnego przewidziana przez art. 954 kc i przeznaczona dla żołnierzy oraz osób powiązanych z Siłami Zbrojnymi. Sporządzanie testamentu w tej formie reguluje rozporządzenie Ministra Obrony Narodowej z dnia 30 stycznia 1965 roku wydane w porozumieniu z Ministrem Sprawiedliwości.

## Przesłanki sporządzenia
Przesłanka co do podmiotu (osoby spadkodawcy) wskazuje na 4 grupy osób, którym przysługuje prawo do sporządzania testamentów wojskowych.
- żołnierze pełniący czynną służbę wojskową
- pracownicy cywilni zatrudnieni w Siłach Zbrojnych
- osoby cywilne towarzyszące siłom zbrojnym
  - członkowie PCK i służby medyczne (np. pielęgniarki)
  - osoby wykonujące czynności duszpasterskie (kapelani)
- osoby cywilne na obszarze będącym pod zarządem organów wojskowych.

Przesłanka co do czasu mówi, że sporządzenie tego rodzaju testamentu jest możliwe jedynie w razie mobilizacji, wojny oraz w czasie przebywania w niewoli.

## Podział testamentów wojskowych
Porządek prawny wyróżnia 4 odmiany testamentów wojskowych:
- Testament wojskowy I – zaliczany jest do testamentów urzędowych, szczególnych. Sporządza go sędzia wojskowy, który także odnotowuje go w protokole. Świadkowie nie są wymagani.
- Testament wojskowy II – zaliczany jest do testamentów prywatnych szczególnych. Wymagana jest obecność dwóch świadków. Od spadkodawcy wymaga się złożenie podpisu.
- Testament wojskowy III – stosowany w sytuacji, gdy spadkodawca nie jest w stanie złożyć swojego podpisu. Zamiast niego czyni to trzech świadków, których udział jest wymagany. Spadkodawca składa tutaj swoje oświadczenie woli tylko ustnie.
- Testament liniowy – odmiana testamentu, która może być zastosowana jedynie w wyjątkowym przypadku. Jego przesłanką jest obawa spadkodawcy przed rychłą śmiercią wskutek ran i choroby. Nazwa tego testamentu wywodzi się od charakteru udziału świadków. Ustawa wymaga ich dwóch, ale nie muszą oni być obecni jednocześnie i spadkodawca może złożyć swoje oświadczenie woli w obecności najpierw pierwszego świadka, a potem drugiego.